# 嘉模堂區

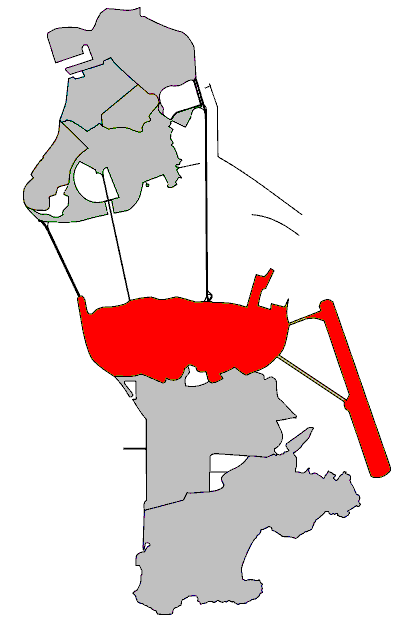
澳門嘉模堂區位置

嘉模堂區（葡萄牙語：Freguesia de Nossa Senhora do Carmo）是澳門堂區之一，佔地7.9平方公里，2016年人口為123,500人，人口密度約為15,600人/平方公里。屬澳門土地面積最大的堂區，範圍包括澳门城市大学、氹仔、澳門國際機場以及位於橫琴島之橫琴口岸澳門口岸區及澳門大學新校區。

## 歷史

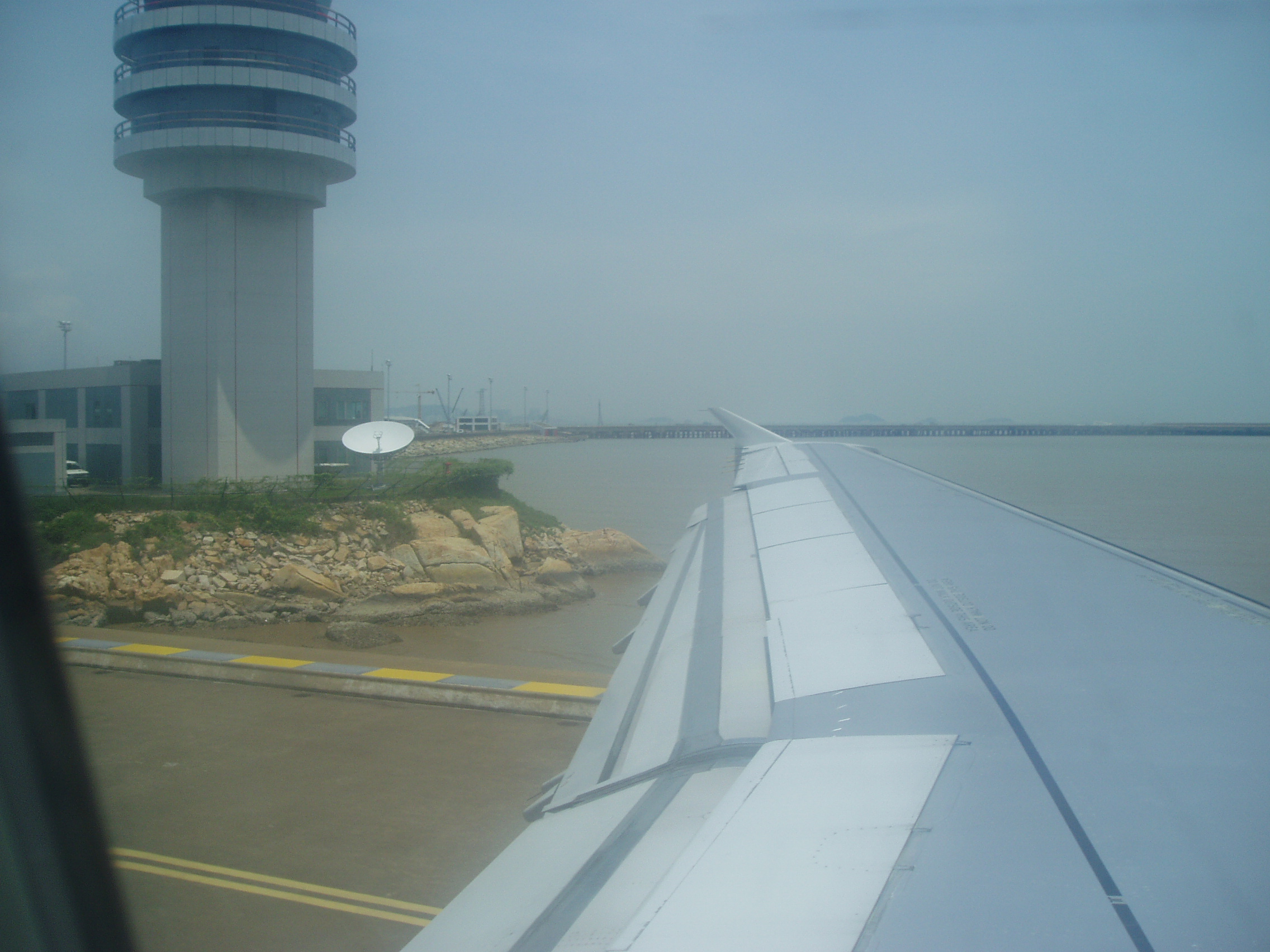
原為一離島的一粒米，現屬嘉模堂區一部分。

依據澳門市政署之澳門街道網所示「嘉模堂區即氹仔全境」，但此說並非準確。過往澳門仍屬葡萄牙殖民地時，「氹仔和路環本來並無行政堂區的劃分」，反而天主教澳門教區當時則分別於氹仔及路環劃設嘉模聖母堂區及聖方濟各準堂區。而氹仔鄰近海域經過多次填海後，嘉模堂區現今除包括本身由大氹和小氹組成的氹仔島，亦延伸至澳門國際機場所在的一粒米，另外位於橫琴島之澳門大學新校區亦劃作本堂區一部分，可見嘉模堂區與氹仔並不完全相同。

## 外部連結
- 天主教澳門教區（页面存档备份，存于）